# Schizopepon dioicus
Schizopepon dioicus là một loài thực vật có hoa trong họ Cucurbitaceae. Loài này được Cogn. ex Oliv. miêu tả khoa học đầu tiên năm 1892.